# قانون الأمن القومي والاستثمار لعام 2021
قانون الأمن القومي والاستثمار لعام 2021 تم الإعلان عنه في خطاب الملكة في 19 ديسمبر 2019 وهو جزء من التشريع تم تقديمه في مجلس العموم في 11 نوفمبر 2020. وتمت قراءته الثانية في 17 نوفمبر 2020، وكان من المقرر قراءته الثالثة يوم الأربعاء 20 يناير 2021.
تم رعاية قانون الأمن القومي والاستثمار في مجلس العموم من قبل ألوك شارما، الذي كان وزير الدولة للأعمال والطاقة والاستراتيجية الصناعية في وزارة جونسون الثانية.

## التعليقات
أثناء اقترابها من القراءة الثالثة، كانت الديلي تلغراف ترى أن «الجدل حول الاستحواذ الأجنبي على الشركات مركزيًا للمصلحة الوطنية - من التكنولوجيا إلى البنية التحتية - من المؤكد أن يكون منبرًا للجدل بين الصقور والحمائم في الصين».